# Halowe Mistrzostwa Czech w Lekkoatletyce 1996
Halowe Mistrzostwa Czech w Lekkoatletyce w 1996 – halowe zawody lekkoatletyczne organizowane przez Český atletický svaz, które odbyły się 24 i 25 lutego w Pradze.

## Rezultaty
| PB - rekord życiowy \| SB - najlepszy wynik w sezonie \| NR – halowy rekord kraju |

### Mężczyźni
| Konkurencja:              | 1. miejsce        | Rezultat | 2. miejsce              | Rezultat | 3. miejsce       | Rezultat |
| Bieg na 50 m              | Ivo Krsek         | 5,76     | Martin Duda             | 5,80     | Róbert Michalík  | 5,86     |
| Bieg na 200 m             | Martin Morkes     | 21,65    | Jiří Valík              | 21,87    | Jiří Šveněk      | 22,21    |
| Bieg na 400 m             | Lukáš Souček      | 47,18    | Milan Kovář             | 47,69    | David Nikodým    | 48,85    |
| Bieg na 800 m             | Kamil Hůrka       | 1:50,37  | Roman Oravec            | 1:52,20  | Aleš Kohout      | 1:52,52  |
| Bieg na 1500 m            | Lukáš Vydra       | 3:51,68  | Lubomír Pokorný         | 3:52,14  | Michael Nejedlý  | 3:52,53  |
| Bieg na 3000 m            | Milan Drahoňovský | 8:09,37  | Miloslav Suchý          | 8:11,95  | Radomír Soukup   | 8:15,74  |
| Bieg na 50 m przez płotki | Tomáš Dvořák      | 6,59     | Robert Změlík           | 6,62     | Petr Pavlíček    | 6,76     |
| Skok wzwyż                | Svatoslav Ton     | 2,23     | Tomáš Ort               | 2,21     | Libor Šalamoun   | 2,21     |
| Skok o tyczce             | Martin Kysela     | 5,40     | Pavel Beran Petr Špaček | 5,30     | –                | –        |
| Skok w dal                | Milan Gombala     | 7,92     | Róbert Michalík         | 7,73     | Tomáš Dvořák     | 7,69     |
| Trójskok                  | Radek Řezáč       | 15,63    | Jiří Kuntoš             | 15,39    | Roman Hudeczek   | 15,34    |
| Pchnięcie kulą            | Josef Rosůlek     | 18,07    | Jan Bártl               | 17,92    | Remigius Machura | 16,80    |
| Siedmiobój                | Roman Šebrle      | 5892     | Peter Sóldos            | 5771     | Martin Jelínek   | 5590     |

### Kobiety
| Konkurencja:              | 1. miejsce         | Rezultat | 2. miejsce         | Rezultat | 3. miejsce          | Rezultat |
| Bieg na 50 m              | Zdeňka Mušínská    | 6,28     | Štěpánka Klapáčová | 6,49     | Martina Žabková     | 6,51     |
| Bieg na 200 m             | Štěpánka Klapáčová | 24,38    | Zuzana Peichlová   | 24,55    | Zuzana Pastušková   | 24,59    |
| Bieg na 400 m             | Erika Suchovská    | 52,08    | Hana Benešová      | 52,81    | Naděžda Koštovalová | 52,88    |
| Bieg na 800 m             | Ludmila Formanová  | 2:06,41  | Lenka Švaňhalová   | 2:10,82  | Šárka Horsáková     | 2:11,69  |
| Bieg na 1500 m            | Jana Biolková      | 4:25,25  | Lada Brázdilová    | 4:26,45  | Renata Hoppová      | 4:35,88  |
| Bieg na 3000 m            | Lada Brázdilová    | 9:46,71  | Renata Kvitová     | 10:13,62 | Anna Báčová         | 10:24,62 |
| Bieg na 50 m przez płotki | Nikola Špinová     | 7,09     | Iveta Rudová       | 7,11     | Helena Vinařová     | 7,11     |
| Skok wzwyż                | Zuzana Kováčiková  | 1,92     | Petra Lašková      | 1,84     | Alena Nezdařilová   | 1,84     |
| Skok o tyczce             | Daniela Bártová    | 4,10     | Daniela Nováková   | 3,70     | Šárka Mládková      | 3,50     |
| Skok w dal                | Helena Vinařová    | 6,30     | Eva Doležalová     | 6,04     | Kateřina Nekolná    | 5,97     |
| Trójskok                  | Šárka Kašpárková   | 14,47    | Alena Nezdařilová  | 12,63    | Eva Doležalová      | 12,57    |
| Pchnięcie kulą            | Zdeňka Šilhavá     | 16,17    | Jitka Svatošová    | 15,39    | Marcela Godziková   | 14,20    |
| Pięciobój                 | Jana Klečková      | 3960     | Petra Šebelková    | 3602     | Šárka Mládková      | 3547     |